# 丹·尤因
丹·尤因（Daniel "Dan" Ewing，1985年6月3日—）是澳大利亞的一位演員。他出生在新南威爾士州Manly，成長在Forestville，是家中四個孩子中最年長的。他自2007年開始出演七號電視網肥皂劇聚散離合。

## 外部連結
- 丹·尤因在互联网电影资料库（IMDb）上的資料（英文）
- Dan Ewing（页面存档备份，存于） at johnsonlaird.com